# Grundkosten
Grundkosten sind in der Betriebswirtschaftslehre eine Kostenkategorie für Kosten, die wertmäßig genau mit einem Aufwand in der Finanzbuchhaltung übereinstimmen.

## Allgemeines
Grundkosten können deshalb direkt in der Kosten- und Leistungsrechnung und in der Folge auch in der Gewinn- und Verlustrechnung übernommen werden. Die Finanzbuchhaltung nennt die Grundkosten Zweckaufwand, in der Kostenrechnung heißen sie Grundkosten. Die Gesamtkosten setzen sich aus Grundkosten und Zusatzkosten zusammen. Die Grundkosten entsprechen zusammen mit den Anderskosten dem Zweckaufwand.

## Kostenarten
Zu den Grundkosten gehören alle wichtigen Kostenarten wie Materialkosten (sie dominieren in materialintensiven Unternehmen), Personalkosten (personalintensive Betriebe), Abschreibungen und Zinsaufwand (kapitalintensive Betriebe) oder Versicherungsprämien. Alle Aufwendungen, die im Rahmen der betrieblichen Leistungserstellung in gleicher Höhe wie der als Kosten verrechnete Zweckaufwand anfallen und nicht periodenfremd oder außerordentlich sind, heißen Grundkosten.

## Abgrenzung
In der Kostenrechnung wird klar zwischen Aufwand und Kosten abgegrenzt, so dass eine Einteilung in Grundkosten, Anderskosten und Zusatzkosten möglich wird:
| Kosten/Aufwand                  | Unterart                     | Erläuterung |
| ------------------------------- | ---------------------------- | --- |
| Aufwand, aber keine Kosten      | neutraler Aufwand            | - betriebsfremder Aufwand (z. B. Spende) - außerordentlicher Aufwand (Verkauf einer Maschine unter dem Buchwert) - periodenfremder Aufwand (Nachzahlung von Gewerbesteuer) |
| Aufwand und gleichzeitig Kosten | - Grundkosten - Anderskosten | - Materialkosten/Personalkosten/Raumkosten - in der Finanzbuchhaltung steht ein Aufwand in anderer Höhe als in der Kostenrechnung gegenüber (Abschreibungen)               |
| Kosten, aber kein Aufwand       | Zusatzkosten                 | aufwandslose Kosten werden in der Finanzbuchhaltung nicht erfasst (kalkulatorischer Unternehmerlohn)                                                                       |

Von den Anderskosten unterscheiden sich die Grundkosten dadurch, dass Anderskosten zwar auch einen korrespondierenden Aufwand besitzen, aber nicht in gleicher Höhe. Grundkosten tauchen niemals im Zusammenhang mit kalkulatorischen Kosten auf.
Daraus grenzen sich die einzelnen Kosten- und Erlösarten wie folgt ab:
|                   | Ertragsart/Aufwandsart | Aufwandsart/Ertragsart |
| ----------------- | ---------------------- | ---------------------- |
| neutraler Ertrag  | Zweckertrag            |                        |
|                   | Grunderlös             | Zusatzerlös            |
| neutraler Aufwand | Zweckaufwand           |                        |
|                   | Grundkosten            | kalkulatorische Kosten |